# Silver Spring (Maryland)
Silver Spring és una ciutat i concentració de població designada pel cens situada dins del comtat de Montgomery, a l'estat de Maryland dels Estats Units. És just als afores del Districte de Colúmbia i, per tant, és part de l'àrea metropolitana de Washington. Silver Spring vol dir "font platejada", i pren el seu nom d'una font descoberta per Francis Preston Blair l'any 1840. Fragments de mica a l'aigua feien que brillés com la plata.

## Geografia

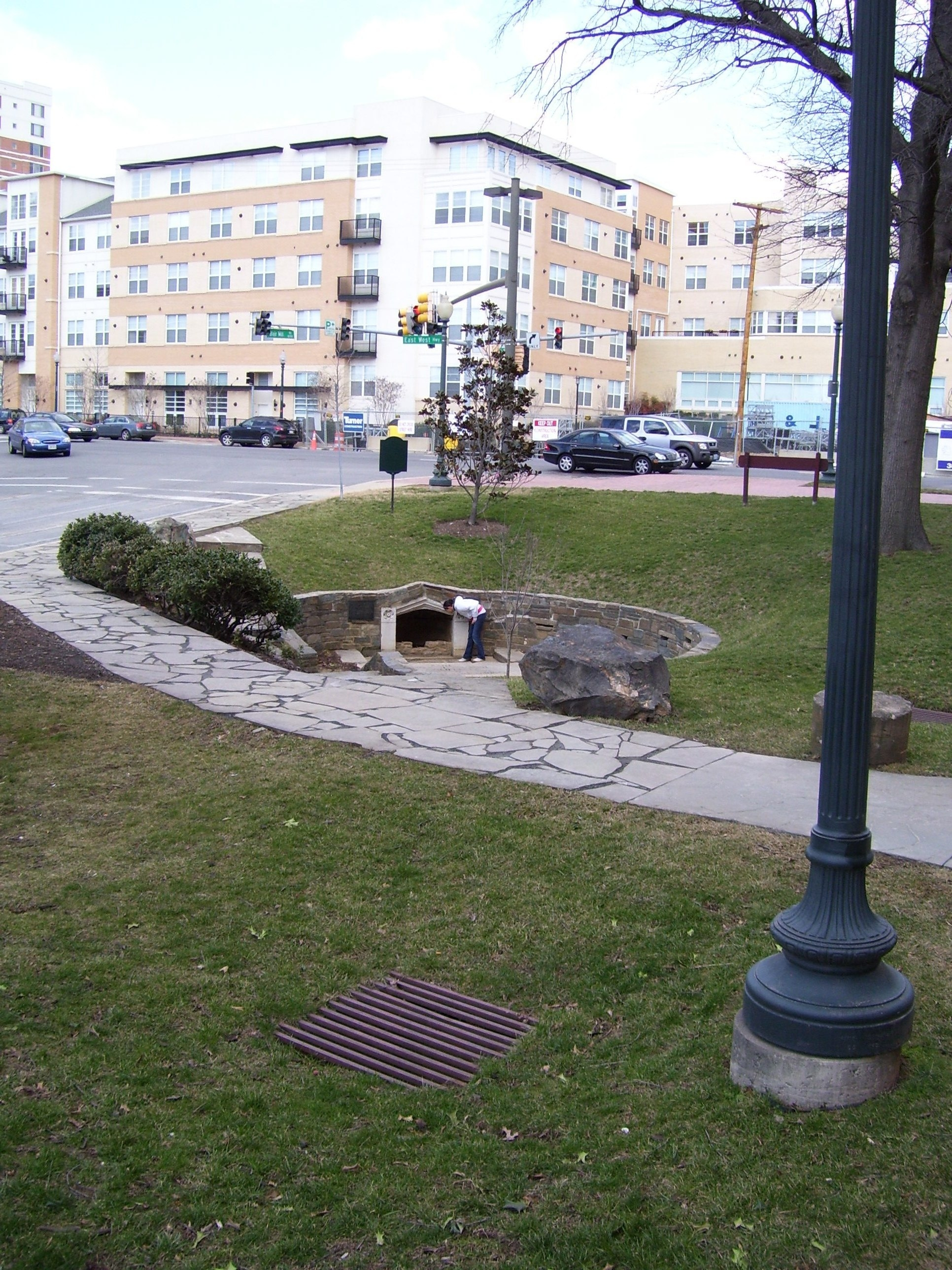
La "font platejada" original, dins Acorn Park

Silver Spring no és una ciutat "incorporada" segons la definició de l'estat de Maryland. Per tant, no té ajuntament propi i els límits de la ciutat no estan clarament definits. De totes maneres, segons les fronteres utilitzades al cens dels Estats Units del 2020, hi viuen 81.015 persones; per tant, és la quarta ciutat de Maryland després de Baltimore, Columbia i Germantown.
El centre comercial de la ciutat es troba al part sud d'aquesta zona, just als afores de Washington. Entre altres attracions, es pot trobar l'AFI Silver Theatre, operat pel American Film Institute i la seu de Discovery Communications.

## Transport
Diverses línies de trànsit passen per Silver Spring. Les dues carreteres principals són Georgia Avenue (MD-97) i Colesville Road (US-29), les quals creuen al centre de la ciutat. Al límit nord es troba el Capital Beltway (I-495), l'autopista més important de la zona.
Diverses xarxes de trànsit connecten Silver Spring amb el centre de Washington i altres llocs. Silver Spring té estació pròpia a la línia vermella del Metro de Washington i MARC. Hi ha plans per construir un tramvia per connectar la ciutat amb Bethesda, College Park, i New Carrolton, anomenat el Purple Line (línia porpra).
Més autobusos passen per l'estació de Silver Spring que quelsavol altra estació a l'àrea de Washington, amb més de 60.000 viatgers cada dia. Les diverses xarxes que connecten amb aquest estació inclouen la sistema regional de Metrobus; Ride On, la xarxa d'autobusos del comtat de Montgomery; i altres companyies nacionals, com Greyhound o Peter Pan.

## Personatges il·lustres
- Nora Roberts (1950 -) escriptora.[3]